# Matroni et moi
Matroni et moi est une pièce de théâtre d'Alexis Martin créée en 1994.
Elle a été lue pour la première fois au Nouveau Théâtre expérimental dans le cadre d'une activité sur la mort de Dieu avant d'être jouée dans l'ensemble du Québec entre 1995 et 1997.

## Argument
Gilles, étudiant en philosophie, retrouve son amoureuse Guylaine dans son appartement pour lui faire lire son mémoire de maîtrise sur la mort de Dieu. Ils sont interrompus lorsque Bob, le frère de celle-ci et délinquant à la solde de la mafia, entre, avec l’aide Guylaine, blessé. Il a été assailli par deux hommes où il obtenait des informations importantes sur deux taupes. Il doit absolument remettre une enveloppe où les noms sont inscrits à son patron Matroni, pion de la mafia montréalaise. Il désigne Gilles comme messager, le jugeant inoffensif. Mais Gilles ne peut pas se laisser sous la conscience d’envoyer deux hommes à la mort et utilise un subterfuge en cachant le papier où sont écrits les vrais noms avant de remettre l’enveloppe à Matroni et revenir chez Guylaine.
Malheureusement, Matroni découvre la supercherie et menace Gilles pour qu’il lui révèle où se trouve le papier original. C’est à ce moment que Larochelle, le père Gilles, arrive dans l’appartement. Après avoir discuté longuement avec Gilles, qui cache une grande culpabilité d’un monde chaotique et une amertume pour son père absent, que Larochelle parvient à lui arracher l’emplacement de l’enveloppe, dont le contenu a été trafiqué en anagramme. Mais juste au moment où les noms sont dévoilés, qu’une fusillade entre Matroni et Bob contre les deux traitres. Dans un élan de sympathie, et surtout parce qu’il est condamné par un cancer, Larochelle se sacrifie pour donner une chance pour Gilles et Guylaine de s’échapper. Avant de mourir, Larochelle laisse à son fils la recette du gin-tonic et le conseil de rester souverain de sa pensée plutôt que celle d’idées abstraites.
À la fin, il ne reste que Gilles et Guylaine avec le corps criblé de balles de Larochelle. En tentant de lui fermer les yeux, Gilles lui arrache un œil et le lance au mur. Le sang à la suite de l’impact forme l’œil de Dieu.

## Personnages
- Gilles, personnage principal de la pièce, étudiant finissant en philosophie. Il est imbu de sa science et croit en sa capacité de changer l’humanité. Il a une profonde amertume envers son père.
- Matroni, pion de la mafia montréalaise. Friand de gin, il semble de prime abord une figure stable et organisée, mais il perd rapidement ses moyens lorsqu’il perd le contrôle de la situation.
- Guylaine, serveuse dans un restaurant et amoureuse de Gilles. Elle est fascinée par la manière dont s’exprime Gilles ce qui l’encourage à retourner étudier. Elle n’a pas la langue dans sa poche.
- Bob, délinquant à la solde de Matroni et le frère de Guylaine. Son impulsivité et sa maladresse lui apportent des ennuis avec son patron et sa sœur.
- Larochelle, avocat et père de Gilles. Il a une pensée très épicurienne pour donner suite à une éducation stricte dans les collèges catholiques. Souffrant de cancer à cause de son mode de vie de fêtard, il retrouve son fils pour retisser les liens.
- Carnavalet, personnage penseur et philosophique qui n’apparait qu’au début. Il parle d’une pièce de théâtre fictive Appolyon avant de laisser place au spectacle. Il sert à créer un lien entre cette pièce et Matroni et moi, avant l’entrée des personnages

## Niveau de langues
Les niveaux de langue divisent les différents personnages en deux groupes : Gilles et Larochelle s’expriment dans un langage plus soutenu alors que Bob, Guylaine et Matroni sont dans le langage populaire. Cette division du niveau de langage crée la situation d’urgence de la pièce et une lutte pour le pouvoir entre celui ou celle qui devra s’adapter. Avec l’écart culturel et scolaire entre les différents personnages, certains d’entre eux mélangent la signification de certaines expressions : « GILLES. Non ! Mais je sais qu’il existe aux États-Unis des bières non alcoolisées.
GUYLAINE. Ben ! Ça fait un boutte ! Ça fait longtemps, j’veux dire…
GILLES. Signe des temps : les gens veulent le signe extérieur de la
fuite […]. (p. 20-21) » Dans d'autre cas, ils prennent aux premier degré des expressions ou des métaphores : « LAROCHELLE, à Gilles. Es-tu couché ?
GILLES, très nerveux. Oui… Je dors profondément.
Temps.
LAROCHELLE. Es-tu réveillé, maintenant ?
GILLES. Un peu.
[…]
MATRONI. Oh ! C’est quoi, la game, là ? C’tu un code, ça ?(p.60) » « GILLES. Jamais entendu parler de l’effet papillon ?
MATRONI. Non, mais…
GILLES. On dit que le battement d’ailes d’un seul papillon à l’autre
bout du monde suffit à perturber le climat d’un continent entier !
GUYLAINE. Qui dit que t’es ce papillon-là, hein ? (Temps.) Quelle
ciboire de conversation on est en train d’avoir là…(p.55) » Dans le même groupe de Matroni, Guylaine et Bob, il y a aussi scission à la hauteur de la communication, car leur expression singulière nuit à la cohésion du message : « GILLES. Bob n’est pas le crosseur dans cette affaire.
MATRONI. Étends-toi. (Bob se lève pour aller s’étendre…) Mais non,
pas toé, estie d’cave…
GILLES. Je vous demande pardon ?(p.52) » Les malentendus et l’incompréhension de la manière dont parlent les personnages retardent la révélation des noms et alimentent la tension déjà montante entre les personnages principaux qui ne veulent pas s’adapter à l’autre. D’un côté, on a Matroni qui veut asseoir sa dominance et son pouvoir sur les autres et Gilles qui ne veut pas rabaisser ses idéaux et ses connaissances pour s'adapter. Les seuls personnages s’adaptant sont Guylaine qui, pour séduire Gilles, soigne son langage et Larochelle, dans un but de calmer les choses, baisse son niveau de langue à celui de Matroni pour régler la situation.

## Adaptation cinématographique
Le 8 octobre 1999, Jean-Philippe Duval adapte la pièce en long-métrage du même nom. Alexis Martin, Guylaine Tremblay, Pierre Lebeau et Gary Boudreault reprennent leurs rôles respectifs à l’exception de Jacques L’Heureux qui est remplacé par Pierre Curzi dans le rôle de Larochelle.

## Distribution

### Distribution à la création (décembre 1994)
Guylaine Tremblay : Guylaine
Gary Boudreault : Bob
Alexis Martin : Gilles
Pierre Lebeau : Matroni
Robert Gravel : Larochelle

### Distribution lors des reprises (1995-1997)
Guylaine Tremblay : Guylaine
Gary Boudreault : Bob
Alexis Martin : Gilles
Pierre Lebeau : Matroni
Jacques L'Heureux : Larochelle
Daniel Brière : présentateur du spectacle